# Ножницы
«Ножницы» (укр. Ножиці) — студійний альбом російського музиканта Макса Фадєєва, що вийшов 1997 року.

## Про альбом
Російський музикант Макс Фадєєв народився в місті Курган і почав писати пісні, ще коли йому було 17 років. Зокрема, він взяв участь в фестивалі «Юрмала-89», де виконав пісню «Танцуй на битом стекле», посівши третє місце. Разом із гуртом «Конвой» Фадєєв видав однойменний альбом, який вийшов обмеженим тиражем на вінілових платівках, а на пісню «Колыбельная» було знято відеокліп. Після декількох років виступів в Омську та Єкатеринбурзі Фадєєва запросили в Москву. Починаючи з 1993 року він аранжував пісні відомих попвиконавців, серед яких В'ячеслав Малежик, Валерій Леонтьєв та Лариса Доліна. Але справжнього успіху він досягнув зі співачкою Ліндою, для якої він спродюсував альбоми «Песни тибетских лам» та «Ворона».
Отримавши певну популярність та визнання завдяки співпраці з Ліндою, Фадєєв вирішив повернутися до сольної творчості. Його новий альбом отримав назву «Ножницы», та містив такі хіти, як «Сестричка», «Беги по небу» та «В области сердца». 1997 року Фадєєв провів низку концертів на розігріві у Лінди, як в Росії, так і в Україні, де музиканти виступали разом з місцевою попзіркою Іриною Білик. Український тур отримав назву «Фарби неба», об'єднавши назву альбому Ірини Білик «Фарби» та пісні Фадєєва «Беги по небу». Вже після закінчення туру Макс Фадєєв скаржився: «Я там був вперше і востаннє… Це був жах, жах, а не тур. На Західній Україні, уяви собі, навіть місцеві організатори кажуть: ти росіянин, отже, ти бруд». І хоча альбом мав неабиякий попит, після турне Фадєєв відмовився від живих виступів, бо вважав, що його зовнішність та комплекція не відповідають естрадному артистові.
Пісня «Сестричка» увійшла до саундтреку до новорічного фільму «Бедная Саша». Проте головним хітом стала пісня «Беги по небу», на яку було знято відеокліп (режисер Макс Осадчий). 2003 року було записано метал-кавер, який мав потрапити до альбому пародійного гурту «Бони Нем», але через юридичні проблеми перероблену пісню так і не було опубліковано. 2009 року пісню переспівав Григорій Лепс, додавши «Беги по небу» до свого альбому «Водопад».
В газеті «Музыкальная правда» (№ 4, 30 січня 1998) було опубліковано жартівливий хіт-парад «Найтупіших пісень 1997 року», куди увійшла й хітова композиція з альбому «Ножницы»: «Слідом за Трубачем йде Макс Фадєєв з дивною порадою „Біжи по небу“. До того ж у дужках Макс іронічно зауважує: „Тільки не впади“. Лиходій який! Пісня присвячена протеже Макса Лінді, з якою його пов'язують міцні дружні стосунки, що почалися ще в психіатричній лікарні».

## Список композицій
| #   | Назва              | Тривалість |
| --- | ------------------ | ---------- |
| 1.  | «Акула»            |            |
| 2.  | «Сестричка»        |            |
| 3.  | «Тихо несет вода»  |            |
| 4.  | «Беги по небу»     |            |
| 5.  | «Кусай свои губы»  |            |
| 6.  | «Кошка»            |            |
| 7.  | «Танцы на стеклах» |            |
| 8.  | «Плачь и кричи»    |            |
| 9.  | «В области сердца» |            |
| 10. | «Ножницы»          |            |
| 11. | «Бабочки»          |            |